# Frankie Muniz

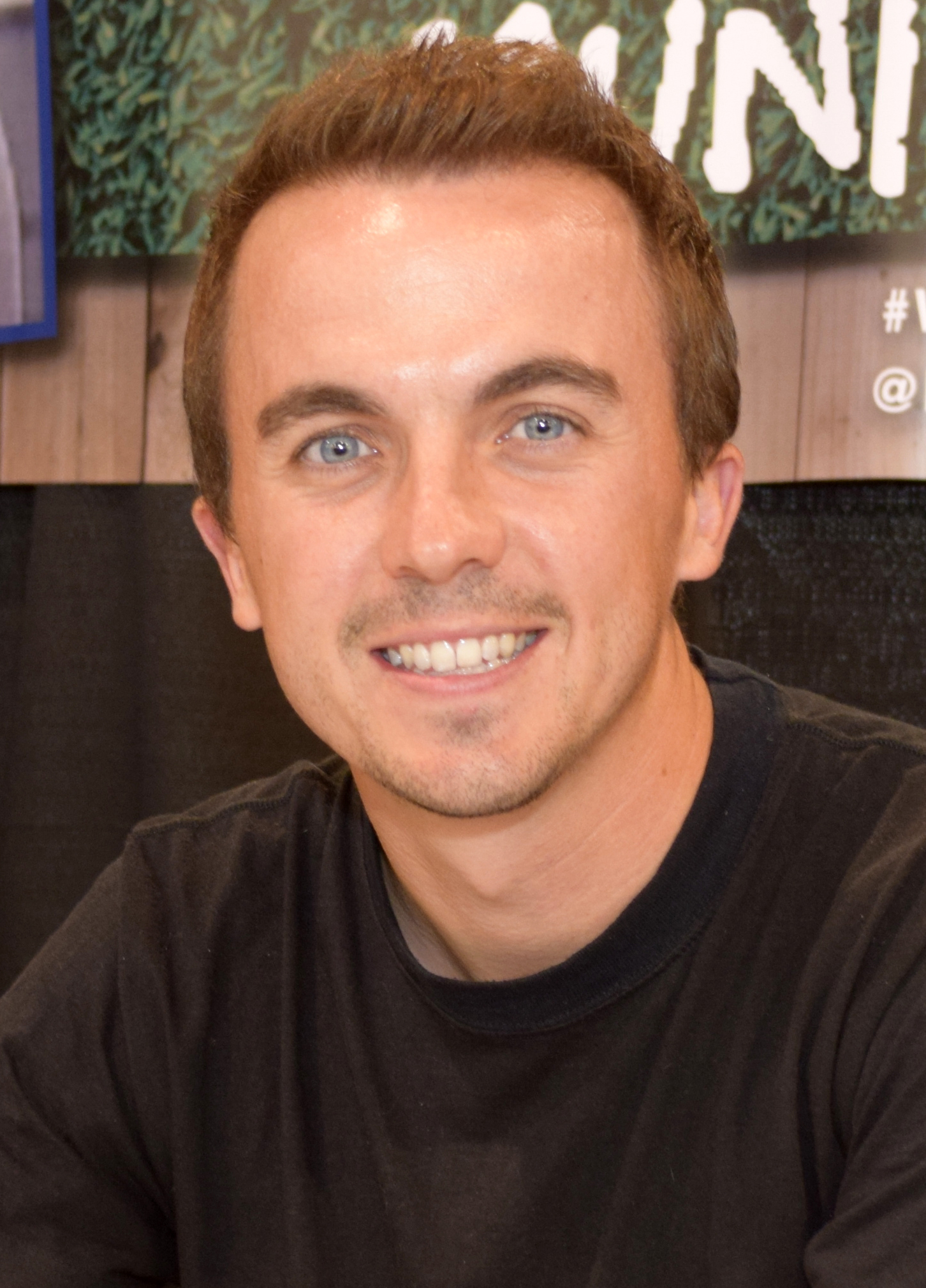
Frankie Muniz (2015)

Francisco James Muñiz IV., besser bekannt als Frankie Muniz, (* 5. Dezember 1985 in Wood-Ridge, New Jersey) ist ein US-amerikanischer Schauspieler, Musiker und Rennfahrer mit puerto-ricanischen Eltern; außerdem hat er auch irische und italienische Wurzeln. Bekanntheit erlangte er vor allem durch die Titelrolle in der Sitcom Malcolm mittendrin, für die er für einen Emmy Award sowie zwei Golden Globe Awards nominiert wurde.

## Leben
Frankie Muniz wuchs in Knightdale, North Carolina, auf und fand sein Interesse am Schauspiel durch seine Schwester, die in einem Theaterstück spielte. Zunächst erhielt er einige Nebenrollen in kleineren Filmen wie To Dance with Olivia und Explosion des Schweigens (beide 1997). Ab 2000 trat er als Hauptdarsteller in der Comedyserie Malcolm mittendrin auf. 2003 hatte er seine erste große Filmrolle im Spielfilm Agent Cody Banks; 2004 folgte die Fortsetzung Agent Cody Banks 2: Mission London.
Nach dem Ende von Malcolm mittendrin im April 2006 gab Muniz bekannt, dass er einen Zweijahresvertrag bei Jensen Motorsport unterschrieben habe; noch im selben Jahr begann er seine Laufbahn als Rennfahrer in der US-amerikanischen Formel BMW. Von 2007 bis 2009 war er in der Champ-Car-Atlantic-Serie für unterschiedliche Teams am Start und erreichte in der dritten Saison mit Rang neun in der Gesamtwertung seine beste Platzierung. Im Jahr 2011 trat Muniz zu einem Rennen des Mazda MX-5 Cup an.

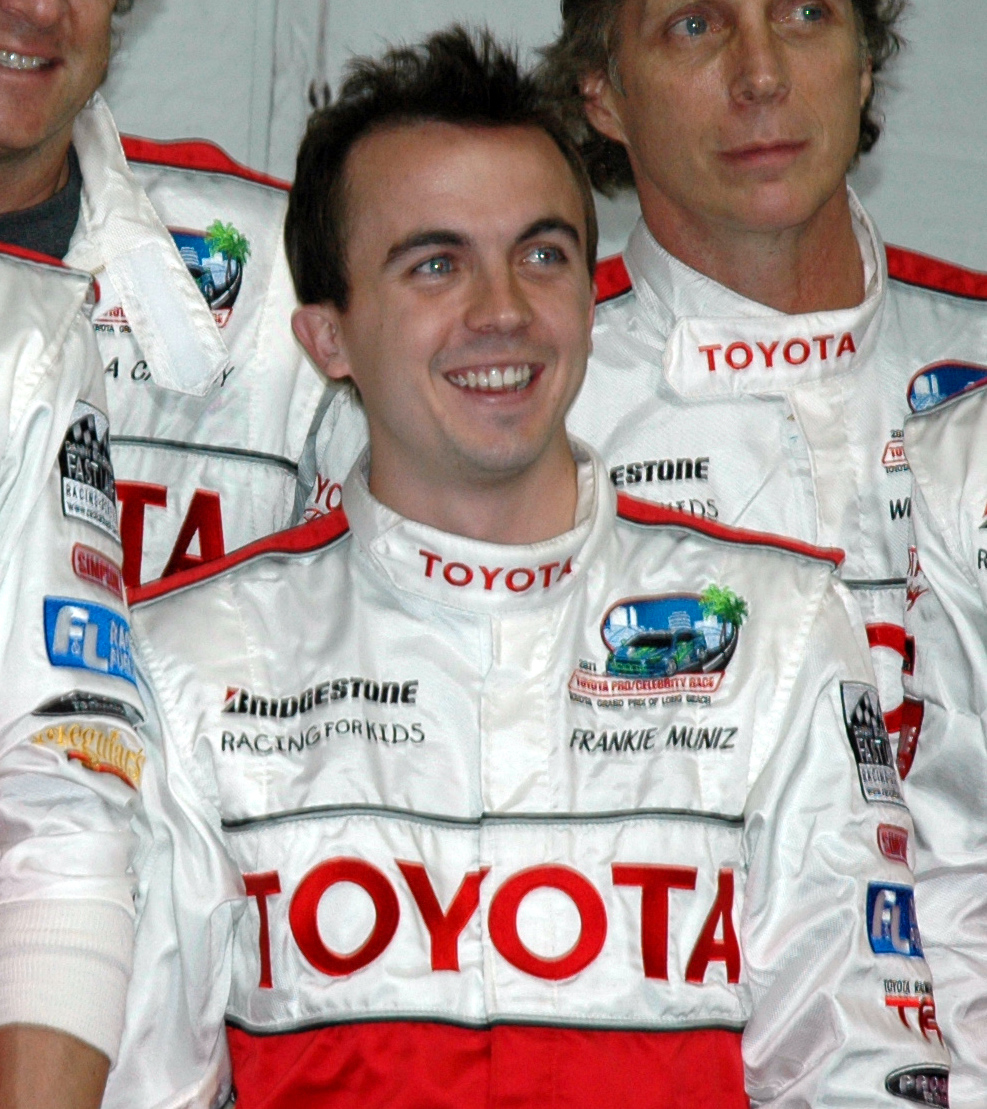
Frankie Muniz (2011)

Von Februar 2010 bis 2012 war Muniz in der Band You Hang Up als Schlagzeuger aktiv, beispielsweise im Lied All of My Life. Von 2012 bis 2014 spielte Muniz ebenfalls als Schlagzeuger in der Band Kingsfoil aus York, Pennsylvania. Seit Januar 2017 ist Muniz zudem Manager der Band Astro Lasso, die aus Muniz’ ehemaligen Bandkollegen Jordan Davis und Tristan Martin besteht.
2012 erhielt Muniz die Diagnose eines leichten Schlaganfalls, auch bekannt als transitorische ischämische Attacke. Im November 2013 folgte die Diagnose eines zweiten, kleineren Schlaganfalls. Im Oktober 2017 entstand durch Medienberichte der Eindruck, dass er durch weitere kleinere Anfälle Teile seines Gedächtnisses verloren habe und sich kaum noch an seine Zeit bei Malcolm mittendrin erinnern könne. Am 2. Dezember 2021 stellte Muniz im Podcast Steve-O’s Wild Ride jedoch klar, dass es sich um Falschdiagnosen handelte und er in Wahrheit nicht an Schlaganfällen, sondern an Migräne mit Aura litt. Dass er sich nicht an seine Zeit bei Malcolm mittendrin erinnern könne, sei falsch. Er habe lediglich einzelne Erinnerungslücken, die darauf zurückzuführen seien, dass er sehr viel erlebt habe und durch die große Menge an Eindrücken nicht alles im Gedächtnis speichern könne.
In der Krimiserie The Rookie verkörperte er in einer Episode (Staffel 3, Episode 7) einen ehemals berühmten Kinderstar einer TV-Sitcom, der inzwischen eine Sekte um sich aufgebaut hat.
Frankie Muniz ist seit dem 21. Februar 2020 mit Paige Price verheiratet. Die Hochzeit fand in Phoenix, Arizona statt. Seit 2021 sind sie Eltern eines Sohnes.
2023 unterzeichnete er einen Vertrag bei Ford Performance und startete dann in der Mustang Challenge Series. Als Vollzeit Pilot ging er in der ARCA Menards Series, die vierte Liga der NASCAR-Serie, an den Start. Er erreichte dort elf Mal die Top 10 und in der Gesamtwertung den vierten Platz. Zusätzlich hatte er einige Einsätze als Gaststarter in der NASCAR Xfinity Serie, der zweiten Liga der NASCAR. 2024 startete er für Reaume Brothers Racing zu einigen Einsätzen in der NASCAR Truck Serie, die dritte Liga der NASCAR. Für 2025 unterschrieb er bei diesem Team einen Vertrag als Vollzeitfahrer für die NASCAR Truck Serie.

## Synchronisation
Im Deutschen wird Frankie Muniz oft von folgenden Synchronsprechern gesprochen:
- Wilhelm-Rafael Garth – Malcolm mittendrin, Stay Alive
- Constantin von Jascheroff – Mein Hund Skip
- Tim Schwarzmaier – Wunder auf der Überholspur
- Nico Sablik – Lügen haben kurze Beine, Agent Cody Banks 1 & 2

## Filmografie (Auswahl)
- 1997: To Dance with Olivia (Fernsehfilm)
- 1997: Explosion des Schweigens (What the Deaf Man Heard, Fernsehfilm)
- 1998: Chaos City (Spin City, Fernsehserie, 2 Folgen)
- 1999: Sabrina – Total Verhext! (Sabrina, the Teenage Witch, Fernsehserie, Folge 3x16 Sabrina the Matchmaker)
- 1999: Get The Dog – Verrückt nach Liebe (Lost & Found)
- 2000: Wunder auf der Überholspur (Miracle in Lane 2)
- 2000: Mein Hund Skip (My Dog Skip)
- 2000–2006: Malcolm mittendrin (Malcolm in the Middle, Fernsehserie, 150 Folgen)
- 2001–2003: Cosmo und Wanda – Wenn Elfen helfen (The Fairly OddParents, Fernsehserie, 27 Folgen)
- 2002: Titus (Fernsehserie, Folge 3x12 Too Damn Good)
- 2002: Lizzie McGuire (Fernsehserie, Folge 2x15 Lizzie in the Middle)
- 2002: Deuces Wild – Wild in den Straßen (Deuces Wild)
- 2002: Lügen haben kurze Beine (Big Fat Liar)
- 2003: Unzertrennlich (Stuck On You)
- 2003: Agent Cody Banks
- 2004: Agent Cody Banks 2: Mission London (Agent Cody Banks 2: Destination London)
- 2005: Arrested Development (Fernsehserie, Folge 3x05 Mr. F)
- 2005: Im Rennstall ist das Zebra los (Racing Stripes, Stimme)
- 2006: Stay Alive
- 2007: Criminal Minds (Fernsehserie, Folge 3x10 True Night)
- 2007: Walk Hard: Die Dewey Cox Story (Walk Hard: The Dewey Cox Story)
- 2008: Extreme Movie
- 2010: The Legend of Secret Pass (Stimme)
- 2011: Pizza Man
- 2012: Last Man Standing (Fernsehserie, Folge 1x18 Baxter & Sons)
- 2012: Apartment 23 (Fernsehserie, Folge 2x01)
- 2013: Destruction: Las Vegas (Blast Vegas, Fernsehfilm)
- 2015: Detective Laura Diamond (Fernsehserie, Folge 1x20 The Mystery of the Crooked Clubber)
- 2015: Sharknado 3 (Sharknado 3: Oh Hell No!, Fernsehfilm)
- 2017: Preacher (Fernsehserie, Folge 2x04)
- 2018: The Black String
- 2021: The Rookie (Fernsehserie, Folge 3x07 True Crime)
- 2022: New Amsterdam (Fernsehserie, Folge 4x19 Truth Be Told)
- 2023: Awkwafina Is Nora from Queens (Fernsehserie, Folge 3x02 Too Hot to Survive)

## Auszeichnungen
Muniz’ Titelrolle bei Malcolm mittendrin brachte ihm mehrere Auszeichnungen und Nominierungen für Auszeichnungen ein. So wurde er 2001 und 2002 für jeweils einen Golden Globe Award in der Kategorie Bester Serien-Hauptdarsteller – Komödie oder Musical nominiert. 2001 wurde er für den Emmy der Kategorie Bester Hauptdarsteller in einer Comedyserie nominiert.
Für den Young Artist Award wurde er insgesamt zehnmal nominiert und gewann ihn 2001 für seine Rolle in Mein Hund Skip und von 2001 bis 2003 für seine Rolle in Malcolm mittendrin. Für den Nickelodeon Kids’ Choice Awards wurde er von 2002 bis 2005 nominiert und gewann ihn 2003 und 2004 in der Kategorie Lieblingsschauspieler. Auch für den Teen Choice Award wurde er siebenmal von 2000 bis 2005 nominiert, konnte ihn jedoch nie gewinnen.